# Широков (Ростовская область)
Широ́ков — хутор в Милютинском районе Ростовской области.
Входит в состав Селивановского сельского поселения.

## Население
| 2010 |
| ---- |
| 16   |

## Улицы
- ул. Березовая,
- ул. Лесная,
- ул. Яковлевская.